# Повія (роман)
«Пові́я» — роман українського письменника Панаса Мирного.
Дві перші частини роману опубліковано в 1883—1884 роках, наступні теж виходили окремо. Вперше повністю роман опубліковано 1928 року, тобто уже після смерті письменника.

## Зміст роману
У цьому романі на тлі широких суспільно-історичних узагальнень зображено трагічну історію життя дівчини-наймички, змальована пореформена дійсність XIX століття — розшарування селянства, зростання нових багатіїв, занепад суспільної моралі.
У центрі твору — проблема тяжкого становища жінки, протиставлення села як осередку чистоти місту як центру розпусти й моральної деградації.
Роман містить чотири частини: «У селі», «У городі», «Сторч головою» і «По всіх усюдах». Перші дві частині цього роману були вміщені в альманасі «Рада» за 1883-й і 1884-й р. р. Третю частину надруковано в 1919 р.,. Уривок з ІІІ ч. п. з. «Сумна спогадка» надруковано раніш в альманасі «Багаття» 1905 р.
Головна героїня роману, Христя, народилася й виросла в селі. Вона була єдиною донькою у батьків, але після смерті глави сім'ї (який замерз, повертаючись з ринку, що описується на початку романа) мати і дівчина жили в злиднях. Проте мати жаліє доньку й не хоче віддавати на службу. В Христю закохується єдиний син сільського збирача податків Грицька Супруненка Федір. Грицькові дуже не подобається ніжне ставлення Федора до Христі, тому він домовляється зі своїм приятелем Загнибідою, що той сфальшує борговий папір на ім'я батька Христі, щоб тій довелося піти працювати на Загнибіду. Мати Христі важко захворює і Христя з відома дружини Загнибіди Олени йде її навідати. В цей час Загнибіда сильно б'є Олену, через що та помирає. Загнибіда намагається звинуватити Христю у смерті Олени, Христю ув'язнюють. Тим часом помирає мати Христі. Слідство звинувачує Загнибіду у смерті дружини і Христю відпускають. Але їй вже нічого робити в селі, тому вона йде до міста і наймається на роботу. Через деякий час вона сходиться з багатим квартирантом, до якого була небайдужа її хазяйка.
Після того, як про роман Христі дізнається її господиня, вона виганяє наймичку і створює дівчині таку репутацію, з якою та вже не може влаштуватися на гарну роботу. Через це Христя стає повією. Тривалий час вона була коханкою досить багатого чоловіка, весь час мріє про те, щоб він купив їй невеликий будиночок у селі, але так і не втілює свою мрію. Після смерті коханця (він повісився, дізнавшись про майбутнє карне переслідування) Христя не може знайти іншого покровителя і тому вимушена працювати повією на вулиці, де заражається на сифіліс. Далі вона працює хатньою робітницею у єврейській родині, звідки її виганяють взимку через те, що вона принесла води з ближнього джерела, а не з дального. Христі нікуди йти, тому вона вирішує повернутись до рідного села. Помирає Христя в селі біля своєї хати, яка вже давно стала шинком. Важка хвороба зовсім спотворила обличчя повії.

## Видання
- Мирний Панас. Повія. / Панас Мирний. — Донецьк: ТОВ ВКФ «БАО», 2008. — 512 с., ISBN 978-966-338-934-9

## В кінематографі
За цим романом Іван Кавалерідзе створив фільм «Повія» (1961).